# 늑도항
늑도항은 경상남도 사천시 늑도동 늑도 섬에 있는 어항이다. 1972년 7월 23일 지방어항으로 지정하여 관리하고 있다. 시설관리자는 사천시장이다.

## 어항 시설
- 방파제 195m, 물양장 164m

## 주요 어종
- 전어, 숭어